# 뉴욕 대학교 법학대학원
뉴욕 대학교 로스쿨(New York University School of Law, NYU Law)은 미국 뉴욕 대학교의 법학전문대학원이다. 1835년 설립되었으며 《U.S. 뉴스 & 월드 리포트》 로스쿨 순위에서 해마다 6위에 안에 드는 최상위권 명문 로스쿨이다. 3년 J.D.(법무박사), 1년 세부분야 LL.M.(법학석사), 1년 일반 LL.M., S.J.D.(법률과학박사) 학위과정을 제공한다. 캠퍼스는 뉴욕시 맨해튼의 그린위치 빌리지에 있다. 세법과 국제법 분야에서는 최고로 인정받고 있다.
2012년-2013년 J.D. 입시기간의 경우 약 440명 정원에 약 6,000명의 지원을 받았다. 2013년 가을에 입학한 J.D. 신입생들의 LSAT 점수 25th/75th 퍼센타일은 168/172, 중간값은 170이었으며 학부 GPA 25th/75th 퍼센타일은 3.57/3.85, 중간값은 3.72였다. 신입생들의 5%가 외국인이었다.

## 출신 인사

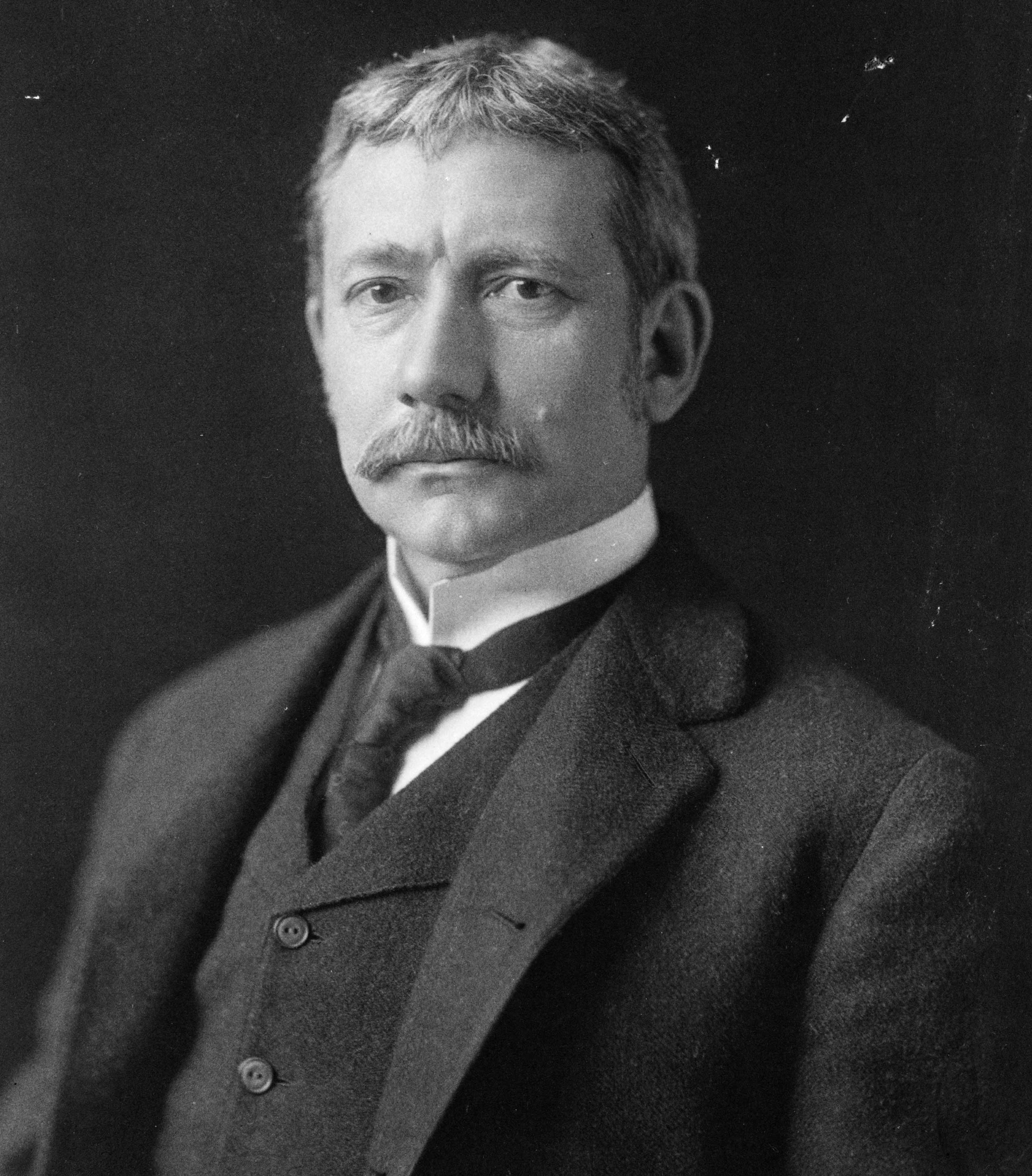
엘리후 루트

- 엘리후 루트: 미국 국무부 장관 1905-1909
- 앤서니 폭스: 미국 교통부 장관 2013-
- 새뮤얼 J. 틸던: 뉴욕주 주지사 1875-1876
- 피오렐로 라가디아: 뉴욕 시장 1934-1945
- 에드 코치: 뉴욕 시장 1978-1989
- 루돌프 줄리아니: 뉴욕 시장 1994-2001
- 마잉주 (LLM): 중화민국 총통 2008-
- 기예르모 엔다라 (LLM): 파나마 대통령 1989-1994
- 나빌 엘아라비 (LLM, SJD): 아랍 연맹 사무총장 2011-
- 무함마드 엘바라데이 (SJD): 이집트 부통령 2013
- 존 F. 케네디 주니어: 전 미국 대통령 존 F. 케네디의 아들
- 새뮤얼 피어스 (LLM): 미국 주택도시개발부 장관 1981-1989
- 허버트 왁텔, 마틴 립턴, 레오너드 로젠, 조지 카츠: 미국 최고의 기업법무(corporate) 로펌 왁텔(Wachtell, Lipton, Rosen & Katz) 설립변호사들(founding partners)
- 배리 살츠버그 (Tax LLM): 딜로이트 CEO
- 글렌 그린월드: 탐사 저널리스트
- 유기준 (LLM): 새누리당 국회의원 2012-

## 주요 간행물
- NYU 로리뷰 (NYU Law Review)

## 관련 문헌
- 미국 로스쿨 유학안내 , A.P.Seoul, 백산출판사, 2000.
- 미국 로스쿨 혼자서 가기(대화로 푸는 로스쿨 진학 안내서), 문봉섭, 서원, 2003.